# Feistritzbach (Schwarzach)
Der Feistritzbach ist ein Bach in der Gemeinde St. Jakob in Defereggen (Bezirk Lienz). Der Bach entspringt an der Nordseite der Villgratner Berge bzw. Schattenseite des Defereggentals und mündet nördlich der Ortschaft Lacken (Fraktion Außerrotte) in die Schwarzach.

## Verlauf
Der Feistritzbach entspringt in einem Talschluss, der von der Brunnalm im Osten, der Seebles Höhe im Norden und dem Kleinen Lepleskofel im Nordwesten umrahmt wird. Er fließt im Ober- und Mittellauf in nordöstlicher bis nördlicher Richtung talwärts durch bewaldetes Gebiet vorbei am Bärenwald, Blitzwald und Feistritzbachwald. Im Unterlauf passiert er den Umiser Wald und tritt danach kurz vor der Ortschaft Lacken aus dem Wald heraus. Er passiert hier in der Folge Lacken an dessen Westseite und grenzt die Ortschaft vom Ortsteil Sankt Leonhard ab. Rund 120 Meter unterhalb von Lacken mündet der Feistritzbach von rechts in die Schwarzach.
Der Feistritzbach liegt zwischen dem Einzugsgebiet des Brugger Almbachs im Westen und des Leppetalerbachs im Osten. Er weist auf rund zwei Drittel seines Verlaufs einen hohen Verbauungsgrad auf, wobei die Hydrologie unbeeinflusst verläuft. In Bezug auf die Gewässerraumausprägung sind ein Drittel naturnah, der übrige Teil stark beeinträchtigt. Der Feistritzbach weist daher je nach Verbauungsgrad nur eine hohe bis mittlere naturräumliche Bedeutung auf.